# 长刺铁线蕨
长刺铁线蕨（学名：[Adiantum davidii var. longispinum] 错误：{{Lang}}：文本有斜体标记（帮助））为铁线蕨科铁线蕨属下的一个变种。